# Christian Engström
Christian Engström (født 9. februar 1960 i Stockholm) er en svensk programmør, aktivist og politiker. Han er næstformand i Piratpartiet, og er specielt kendt for sit arbejde mod softwarepatenter. Engström var Piratpartiets spidskandidat i Europaparlamentsvalget i 2009, og blev indvalgt efter at partiet havde fået syv prosent af stemmerne. Han sad i Europa-parlamentet mellem  14. juli 2009 og 1. juli 2014.
Engström er uddannet i matematik og informatik fra Stockholms Universitet, hvorfra han gik ud i 1983. Efter studierne begyndte han at arbejde som Fortran-programmør i selskabet Skriptor, og i 1991 havde han avanceret til stillingen som viceadministrerende direktør. Engström fortsatte i Skriptor frem til 2001, da han startede sit eget selskab Glindra.
Fra slutningen af 1980'erne blev Engström aktiv i Folkpartiet, hvor han blandt andet deltog i lokalpolitikken i Bromma. Han gik ud af Folkpartiet efter at Piratpartiet (PP) blev stiftet 2006, og blev PPs femtekandidat ved Riksdagsvalget i Sverige 2006. Ved valget til Europa-Parlamentet i 2009 var han Piratpartiets spidskandidat, og fik plads i parlamentet efter at partiet fik syv procent af stemmerne.
Engström har også været aktiv i Foundation for a Free Information Infrastructure (FFII), en organisation som arbejder for en fri og åben informationsinfrastruktur. Han var også med til at stifte en svensk afdeling af FFII, der han en periode var næstformand. Gennem arbejdet i FFII har Engström deltaget aktivt i arbejdet mod indførelse af softwarepatenter i EU, en kamp som førte til at EU-parlamentet afviste det foreslåede direktiv om softwarepatenter (2002/0047/COD) i 2005 med 648 mod 18 stemmer.
Engström er gift og har et barn (f. 2000).